# كريستو مارتين
كريستو مارتين (بالإسبانية: Cristo Martín Hernández)‏ هو لاعب كرة قدم إسباني، ولد في 18 يونيو 1987 في سان كريستوبال دي لا لاغونا في إسبانيا. لعب مع نادي تينيريفي ونادي كارتاخينا.

## وصلات خارجية
- كريستو مارتين على موقع قاعدة بيانات كرة القدم.إي يو (الإنجليزية)
- كريستو مارتين على موقع Soccerway.com (الإنجليزية)
- كريستو مارتين على موقع AS.com (الإسبانية)